# Francisco Isaura
Francisco de Paula Isaura fue un platero y broncista español del siglo XIX.

## Biografía
Este platero y broncista, nacido en Barcelona, era hijo y nieto de artesanos del bronce y la plata, de los que heredó la manufactura de este arte. Fue premiado en numerosas exposiciones nacionales y extranjeras por la ejecución de obras de carácter tanto religioso como civil. Ossorio y Bernard, en su Galería biográfica de artistas españoles del siglo XIX, lo señala como «uno de los más ilustres representantes de la platería moderna».
Entre sus obras, se cuentan una cruz procesional, una araña gótica, la verja de bronce que circuye la catedral de Zaragoza, una lámpara con relieves para un templo de Canarias, una estatua dorada de Alfonso de Borbón cuando era príncipe de Asturias, una custodia, un gran Salomón gótico, ocho candelabros de ocho palmos de altura para un templo de Madrid, una custodia para el altar mayor de la catedral de La Habana, una colección de medallas en relieve, diferentes juegos de café por encargo de particulares, unas andas para la catedral de Plasencia al estilo renacentista, un tabernáculo con destino a un pueblo de la provincia de Valencia, un servicio de mesa al estilo de Luis XVI, numerosos atributos de las artes, ciencias e industria para rodear el busto de José Emilio de Santos, un jarrón árabe y dos candelabros pompeyanos regalados en 1877 para la rifa en beneficio de la familia de Padró, un tocador al estilo de Luis XVI dedicado a la reina María de las Mercedes de Orleans, una custodia renacentista con destino a un templo de Bilbao, una lámpara gótica para la iglesia del Pino de Barcelona, otra para el pueblo del Ampurdán, unas arañas en forma de coronas votivas destinadas por una familia de Granada a la Virgen de las Angustias de aquella localidad y un altar de bronce para un panteón en la provincia de Santander.
La Cofradía del Santísimo Sacramento de la Parroquia de la Purísima Concepción de Huelva, inició en 1872 una suscripción popular para la construcción de su custodia procesional, realizada con plata rosell, inspirándose en los modelos del renacimiento, por la fábrica de Isaura, quien percibió por ella cinco mil pesetas. La misma estaba subdividida en tres cuerpos superpuestos que daban un total de tres metros de altura próximamente.
Obtuvo numerosos galardones, incluidos una medalla de primera clase en la Exposición Universal de París de 1855, una de segunda en la de Londres de 1862 y una de mérito en la de Viena de 1873, así como una de plata en la Exposición Agrícola, Industrial y Artística de Sevilla de 1858. Fue condecorado con la gran cruz de la Orden de Isabel la Católica.